# Глазово (городской округ Солнечногорск)
Глазово — деревня в Московской области России. Входит в городской округ Солнечногорск. Население — 29 чел. (2010).

## География
Деревня Глазово расположена на севере Московской области, в центральной части округа, примерно в 6 км к югу от центра города Солнечногорска, в 37 км к северо-западу от Московской кольцевой автодороги.
Рядом с деревней проходит линия Крюково — Тверь Ленинградского направления Московского железнодорожного узла (Московский регион Октябрьской железной дороги) и протекает небольшая река Глазовка бассейна Истры.
К деревне приписано 5 садоводческих некоммерческих товариществ. Ближайшие населённые пункты — деревни Парфёново и Савельево.

## Население
| 1852 | 1859 | 1890 | 1899 | 1926 | 1966 |
| ---- | ---- | ---- | ---- | ---- | ---- |
| 177  | ↗211 | ↘142 | ↘108 | ↗155 | ↗200 |
| 1998 | 2002 | 2010 |      |      |      |
| ↘17  | ↗29  | →29  |      |      |      |

## История
Глазово, деревня 6-го стана, Государств. Имуществ, 88 душ м. п., 89 ж., 27 дворов, 33 версты от Тверской заставы, проселком.— Нистрем К. Указатель селений и жителей уездов Московской губернии, 1852 г.
В «Списке населённых мест» 1862 года — казённая деревня 6-го стана Московского уезда Московской губернии по левую сторону Санкт-Петербургского шоссе (из Москвы), в 49 верстах от губернского города, при колодцах и речке Шестовке, с 34 дворами и 211 жителями (87 мужчин, 124 женщины).
По данным на 1890 год — деревня Дурыкинской волости Московского уезда с 142 душами населения.
В 1913 году — 28 дворов.
По материалам Всесоюзной переписи населения 1926 года — деревня Парфёновского сельсовета Бедняковской волости Московского уезда в 3,5 км от Ленинградского шоссе и 9,5 км от станции Поворово Октябрьской железной дороги, проживало 155 жителей (72 мужчины, 83 женщины), насчитывалось 35 хозяйств, среди которых 33 крестьянских.
С 1929 года — населённый пункт в составе Солнечногорского района Московского округа Московской области. Постановлением ЦИК и СНК от 23 июля 1930 года округа как административно-территориальные единицы были ликвидированы.
1929—1957, 1960—1963, 1965—1994 гг. — деревня Пешковского сельсовета Солнечногорского района.
1957—1960 гг. — деревня Пешковского сельсовета Химкинского района.
1963—1965 гг. — деревня Пешковского сельсовета Солнечногорского укрупнённого сельского района.
В 1994 году Московской областной думой было утверждено положение о местном самоуправлении в Московской области, сельские советы как административно-территориальные единицы были преобразованы в сельские округа.
С 1994 до 2006 гг. деревня входила в Пешковский сельский округ Солнечногорского района.
С 2005 до 2019 гг. деревня включалась в Пешковское сельское поселение Солнечногорского муниципального района.
С 2019 года деревня входит в городской округ Солнечногорск, в рамках администрации которого относится с территориальному управлению Пешковское.